# Julia Lee (chanteuse)
Pour les articles homonymes, voir  Julia Lee et Lee.
Julia Lee est une chanteuse et pianiste de jazz américaine, née le 31 octobre 1902 à Boonville (Missouri), morte le 8 décembre 1958 à San Diego (Californie).

## Biographie
Elle commence sa carrière dans les années 1920 dans l'orchestre de son frère George Lee.
Elle signe en 1944 chez Capitol Records.
Elle enregistre avec Benny Carter, Red Nichols…
Elle meurt à 56 ans d'une attaque cardiaque.

## Discographie
CD's
- The Chronological - 1927-1946, Classic Blues Rhythm, 2004
- The Chronological 1947, Classic Blues Rhythm, 2005